# Husův sbor
A Husův sbor (magyarul: Husz Közösségi Ház) egy huszita templom Prága 10-ik kerületében a Dykova utcában. 1935-ben készült el egy többcélú épületegyüttes részeként, amelyet Pavel Janák épített konstruktivista stílusban. A magas, hatszintes minimalista harangtorony tetején egy 700 kilogrammos réz kehely található, ami az Egyház jelképe. A tornyot 1945-ben a prágai felkelés idején rádiótoronyként is használták.

## Történet
A közösségi házat 1930 és 1935 között építette Pavel Janák a helyi huszita közösség számára. A régi vízművek melletti területet az Egyház 1925-ben vásárolta meg, és ekkor kérték fel az építészt a templom megépítésére. Az első tervet 1929-ben az Egyház ugyan elfogadta, de a városi tanács nem. A következő évben már egy lakóépület, színház és egy hatszintes torony is tartozott a tervhez. Ekkor már megtörtént az alapkőletétel, bár a munkálatok 1932. július 1-ig nem kezdődtek meg. 14 hónappal később a templom elkészült és megtartották az első istentiszteletet is. Janáknak már volt tapasztalata, hiszen a Vršoviceben található huszita templomot ő is ő építette 1930-ban.
A hatszintes harangtorony éppen csak eléri a 35 métert, felső három szintjén harangok laknak. Az alsó három szintet csigalépcsővel lehet megközelíteni, míg a felső hármat létrával. A Huszita Egyház jelképe, a 2 méter magas és 700 kilogramm tömegű kehely 1933 júniusában került a helyére. 1945. május 7. és 9. között a tornyot rádiótoronyként használták a prágai felkelésben.
1938-ban Jiří Jakub tervei alapján a templom alatti színházat átépítették kolumbáriummá.

## Napjainkban
A templomon belül található egy 2,6 méter magas Krisztus szobor amelyet az apostolok és a cseh reformáció nagyjainak kerámiaszobrai vesznek körül. Az előcsarnokban Jan Blahoslav püspök szobra található. A szobrokat mind Jaroslav Horejc tervezte és készítette.
A templom épületében az istentiszteleteken kívül tartanak még nyelvi tanfolyamokat és különböző művészeti kiállításokat. A templom alatti terület még mindig kolumbáriumként üzemel. Az épületegyüttes többi részében klubszobák, lakóépület és irodák találhatóak.